# 北集坡镇
北集坡镇是中国山东省泰安市岱岳区下辖的一个镇。

## 行政区划
北集坡镇下辖北集坡村、季家庄村、小官庄村、西对旧村、东对旧村、凤凰庄村、魏家洪沟村、陈家洪沟村、沙家洪沟村、王家洪沟村、丁家洪沟村、石灰官庄村、驼凹村、水泉村、篦子店村、窦家村、洪沟店村、邢家寨村、赵庄村、东夏村、中夏村、南夏村、西夏村、兴隆庄村、北店子村、南店子村、泉林庄村、格子村、徐家官庄村、西百子坡村、朱家埠村、曹庄村、梁家小庄村、道洼村、利家庄村、泉上村、庵上村、西旺村、张庄村、南官庄村、阳家泉村、兴龙庄村、东河北村、泉河村、东胡家峪村、龙泉社区、凤凰社区。